# Ісаак Олівер
Ісаак Олівер (англ. Isaac Oliver; 1565?, Руан, Франція — 1617, Лондон, Англія) — англійський художник французького походження (Ісаак Олів'є) зламу XVI–XVII століть.

## Ранні роки
Точно відоме лише місце народження — Руан, Франція. Рік народження точно не відомий. Його позначають як 1565, відраховують від мініатюрного автопортрета художника датованого 1595 роком з позначкою, що йому тридцять років. За припущеннями він міг народитися трохи раніше.
Ісаак походив з протестантської родини. В роки фінансового і морального тиску на французьких протестантів родина, уберігаючи власне життя, емігрувала у Лондон разом із малим сином. В Англії родина оселилась 1568 року.

## Освіта і початок художньої кар'єри
У хлопця були художні здібності і його влаштували у майстерню відомого художника-мініатюриста Ніколаса Хілларда. Відомо, що з 1590 року він почав працювати самостійно. Статки родини дозволили сплатити сину подорож до Венеції у 1596 році. Перебування у Венеції він використав для знайомства з досягненнями мистецтва венеціанських майстрів та копіювання їх творів у мініатюрному форматі.

## Два шлюби
Перша дружина митця померла 1599 року. Від першого шлюбу у нього залишився син, Пітер Олівер, котрий пішов шляхом батька і сам виробися у непоганого мініатюриста.
1602 року він узяв шлюб із місіс Сарою, донькою англійського художника Маркуса Герартса старшого. 1606 року він став громадянином Англії. Вдалий шлюб відкрив перед митцем кар'єрні перспективи і він увійшов у коло майстрів, що обслуговували вищу аристократію та королівський двір.
Сучасники вважали його англійцем, хоча відчувалось його французьке походження (ймовірно, спілкування вдома йшло французькою мовою). Відомо, що він тривалий час він підписував власні твори на французькій манер як Isaac Ollivier.

## Придворний художник нової королеви

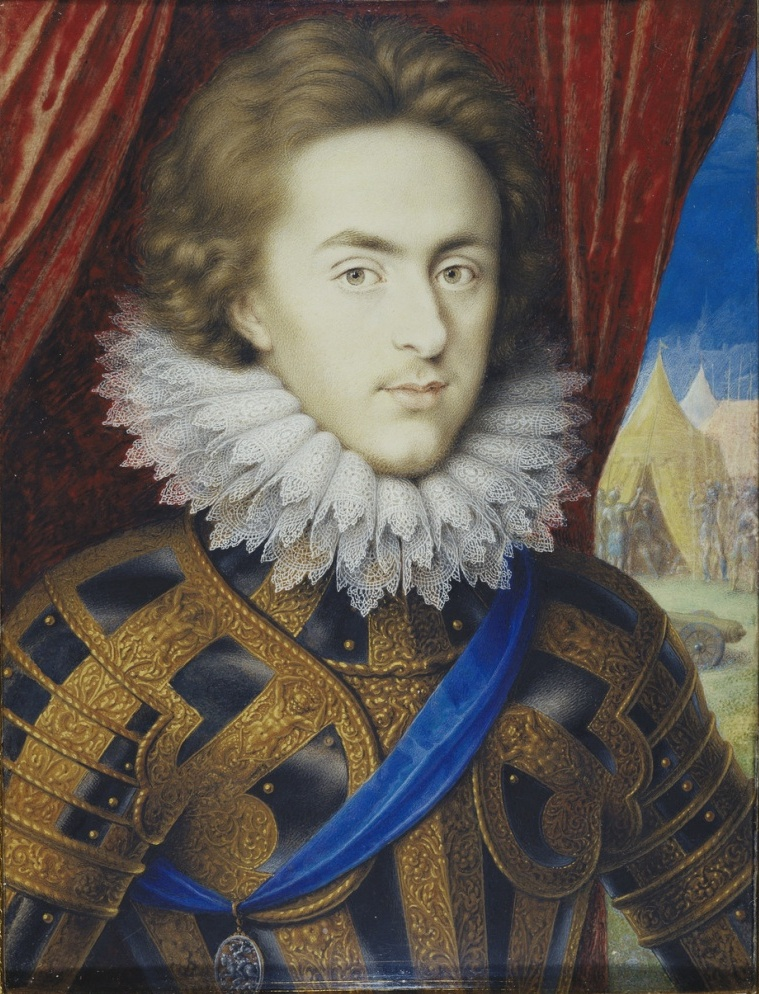
Ісаак Олівер. «Генріх Фредерік Стюарт», з 1610 року принц Уельський, до 1612 р.

У березні 1603 року померла королева Єлизавета І. Трон перейшов до Якова І Стюарта, що мало на меті міцніше прив'язати до Англії неспокійну Шотландію. Королевою стала Анна Данська. Прихід на трон нових осіб сприяв перебудовам і королівського оточення. Придворним художником королеви Анни Данської і призначили Ісаака Олівера.
Згодом його зробили і придворним художником сина Анни Данської — Генріха Фредеріка Стюарта, з 1610 року принца Уельського та претендента на корону батька. Принц рано помер, але збережені його портрети на мініатюрі роботи Ісаака Олівера.

## Обрані твори (перелік)
- Три мініатюри, Лувр, Париж
- «Карл І» як принц Уельський
- «Королева Єлизавета І», малюнок у повний зріст
- «Портрет невідомого юнака»
- «Шляхетна пані в маскарадному вбранні»
- Алегорія «Королева Єлизавета і три богині античного пантеону»
- «Філіп Герберт, четвертий граф Пембрук»
- «Річард Секвіл, третій граф Дорсет»
- «Едвард Герберт, перший барон Герберт або Шербур» до 1614 р.

## Обрані твори (галерея)

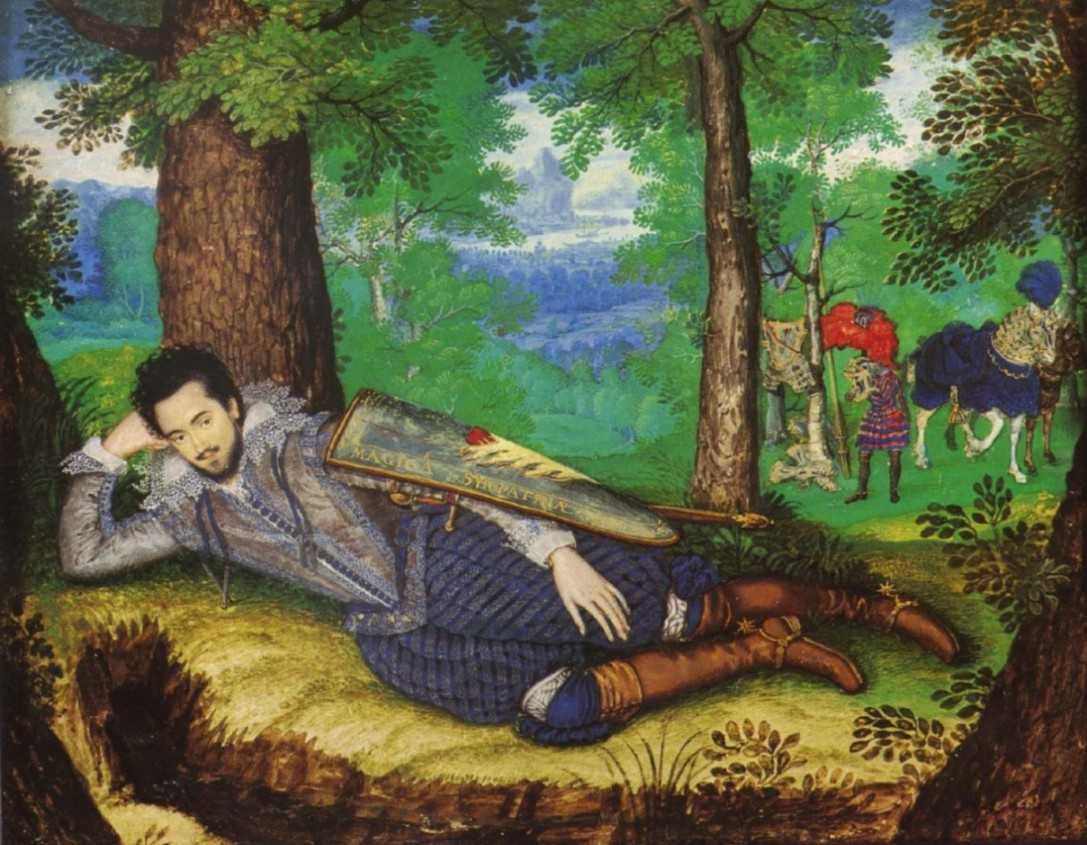
Ісаак Олівер. "Едвард Герберт, перший барон Герберт або Шербур " до 1614 р.

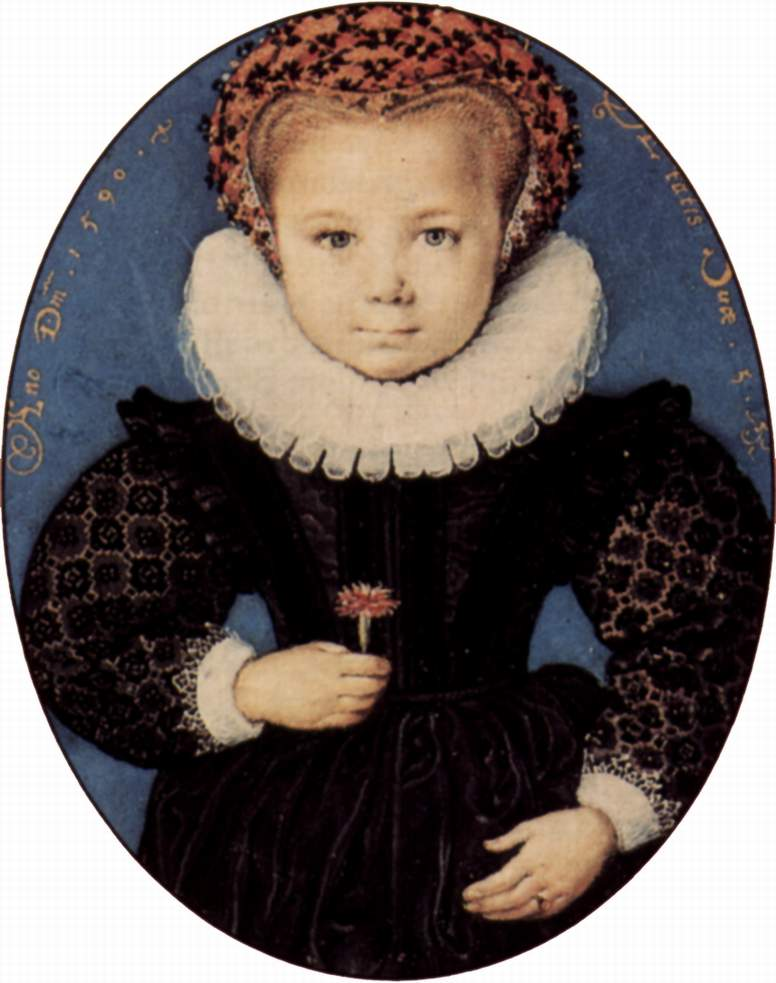
Ісаак Олівер. «Портрет дівчинки з аристократичної родини», бл. 1590 р.
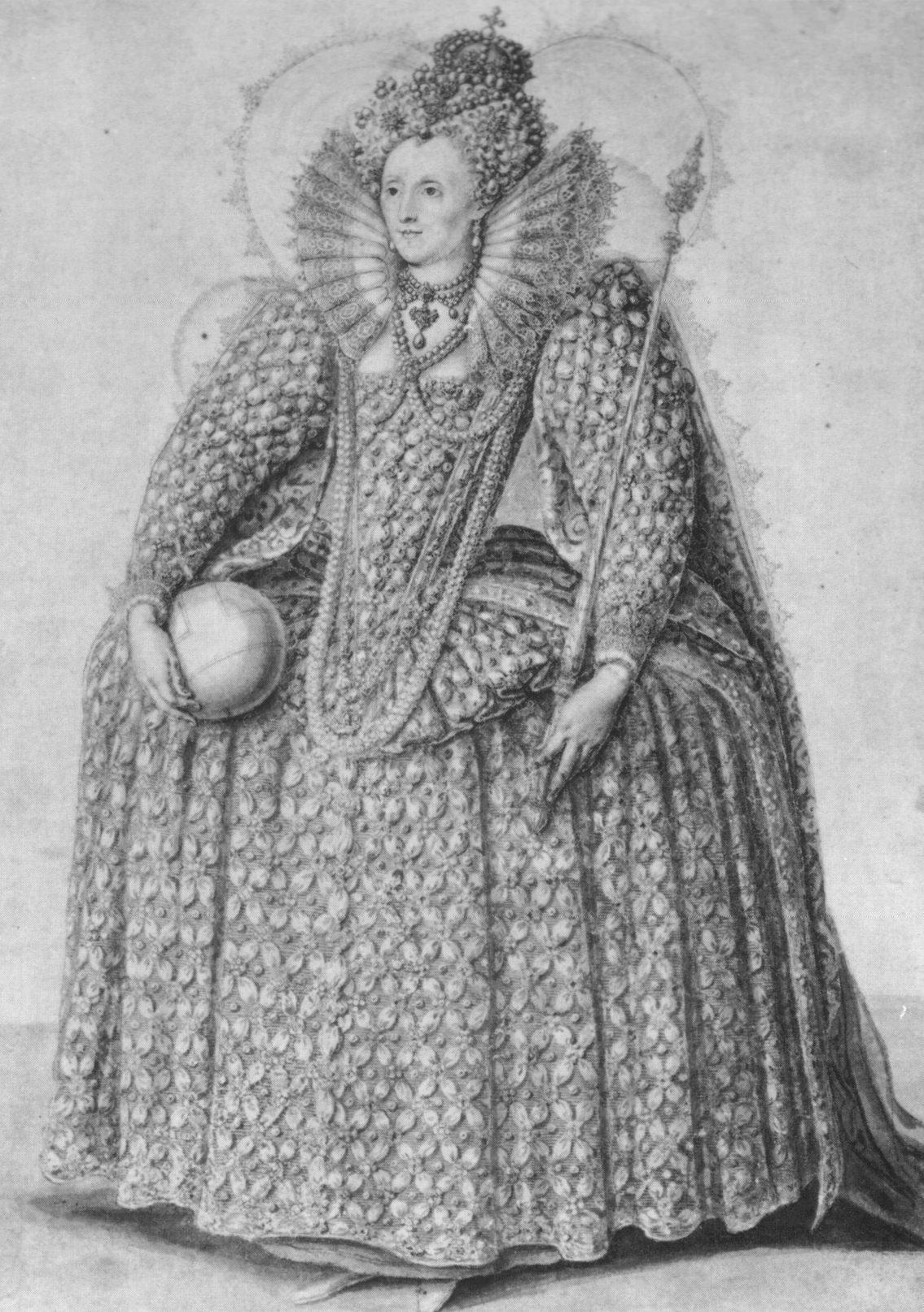
Ісаак Олівер. «Королева Єлизавета І», малюнок
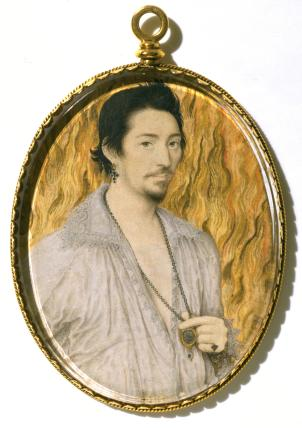
Ісаак Олівер. «Невідомий на тлі з полум'ям». Музей Вікторії й Альберта, Лондон.
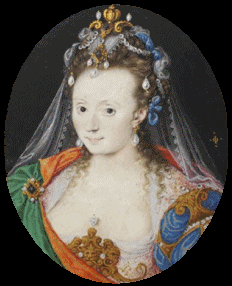
Ісаак Олівер. «Місіс в маскарадному вбранні»
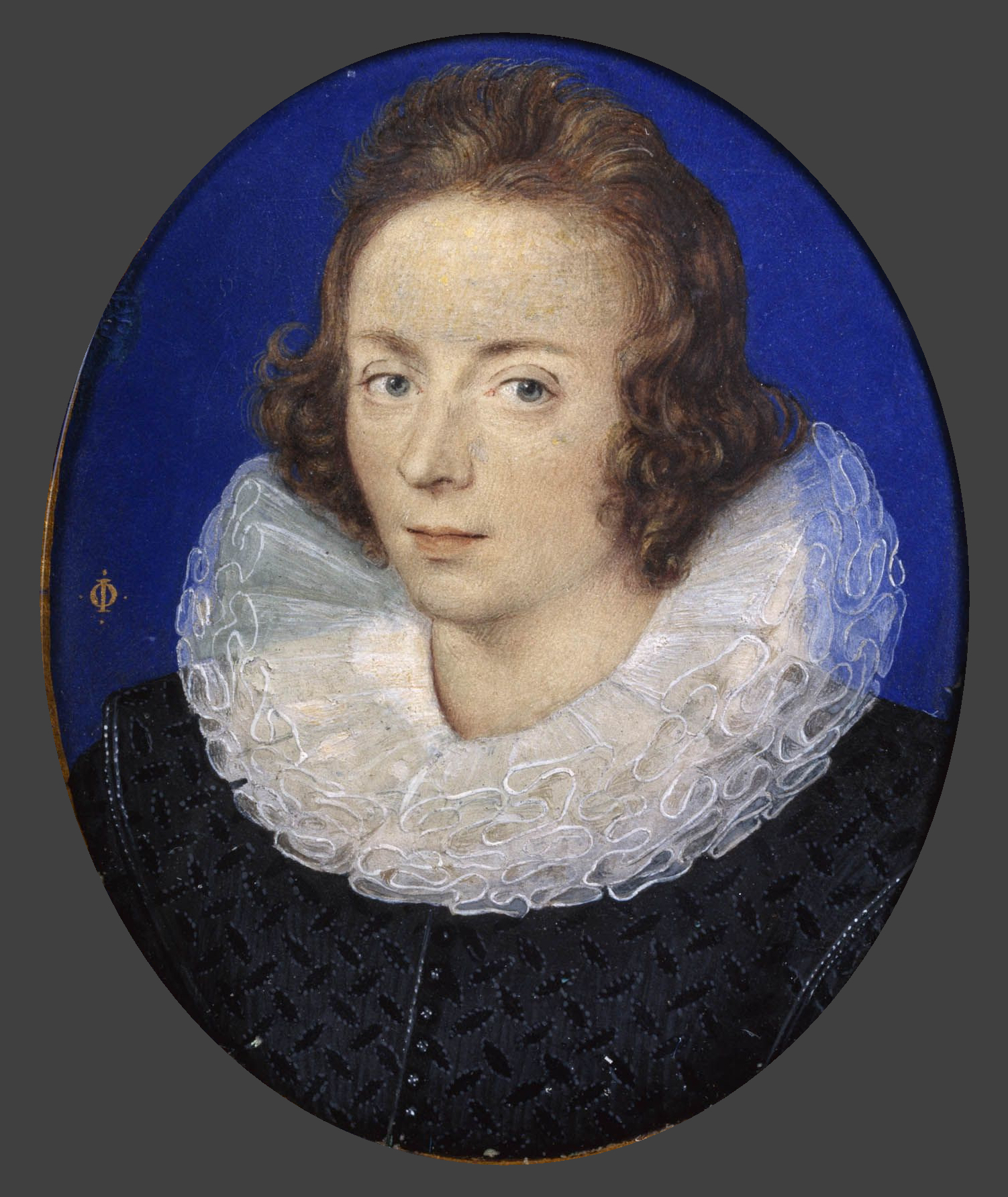
Ісаак Олівер.«Портрет невідомого юнака», Художній музей (Денвер)
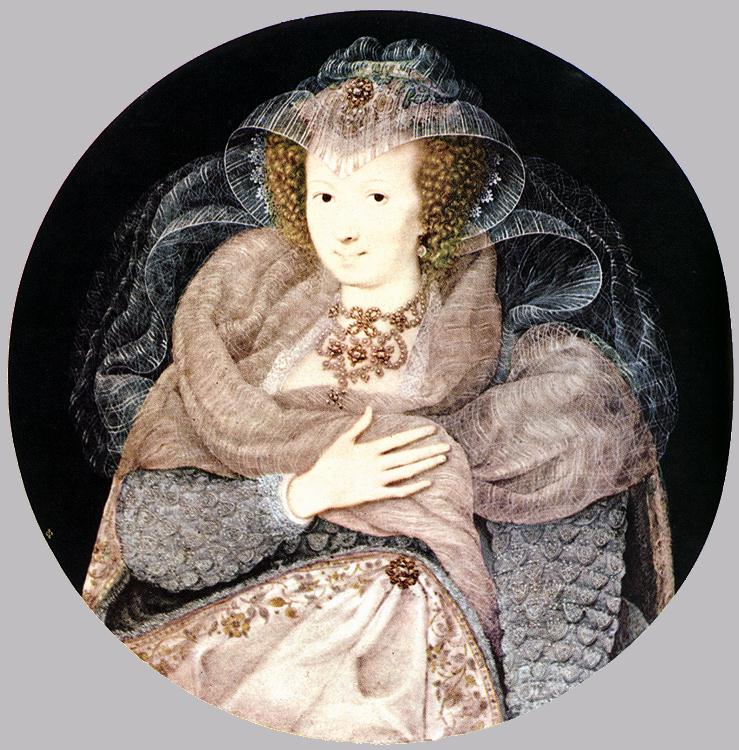
Ісаак Олівер. «Френсіс Говард,графиня Сомерсет і Ессекс»